# Peter’s Progress
Peter’s Progress («Путешествие Питера») — шестнадцатая (заключительная) серия седьмого сезона мультсериала «Гриффины». Премьерный показ состоялся 17 мая 2009 года на канале FOX.

## Сюжет
Кливленд представляет друзьям свою кузину с Ямайки — экстрасенса и прорицательницу Мадам Клод. Та немедленно, прямо в баре, демонстрирует своё искусство, и объявляет, что Питер Гриффин в прошлой жизни был Гриффином Питерсоном — основателем Куахога.
Англия, «1670 или 1760 год». Молодой человек по имени Гриффин Питерсон делает предложение своей избраннице — Леди Редбуш (Лоис), и та соглашается.
В этом же городе находится резиденция жестокого и безжалостного короля Англии Стюарта III (Стьюи), скучающего в своём замке. Он отправляется на прогулку в город. Случайно король видит Леди Редбуш, и решает жениться на ней, а Гриффина сослать куда-нибудь подальше. Прямо в день свадьбы Стюарт отправляет Гриффина на покорение Нового Света, а Леди Редбуш говорит, что он умер, и вскоре сам ведёт красавицу под венец.
Через несколько месяцев Гриффин и остальная команда достигают берегов Америки, и основывают поселение Куахог, которое очень быстро становится процветающим городом. Вскоре Гриффин находит себе там жену: Леди Браунбуш (Мег).
Тем временем Леди Редбуш никак не может забыть Гриффина (да и секса со Стюартом у неё так и не было — он ищет любой предлог, чтобы отказаться от него), и тогда придворный шут, несмотря на страх смертной казни, рассказывает ей правду. Вскоре они вдвоём сбегают и отправляются к Гриффину. Влюблённые встречаются, и Гриффин убивает Леди Браунбуш, «чтобы избежать муторной и долгой процедуры развода».
Пропажу своей жены король замечает лишь спустя полгода и возглавляет погоню за ней. Стюарт со своей армией врывается в мирный Куахог и находит беглянку с Гриффином. Гриффин и Стюарт решают определить права на обладание Леди Редбуш и Куахогом в «конкурсе талантов». Король Англии пересказывает публике остроты, услышанные им от своего придворного шута, а Гриффин устраивает ультра-современное музыкальное шоу. Последний, конечно же, побеждает, и король Стюарт оставляет их жить спокойно.

## Создание
Автор сценария: Уэллесли Уайлд
Режиссёр: Брайан Айлс
Композитор: Рон Джоунс
Приглашённые знаменитости: Мартин Сэвэдж, Джош Рэднор, Джейсон Сигел и Нил Харрис — все камео, из сериала «Как я встретил вашу маму».
Премьеру эпизода посмотрели 4,3 % американских семей; в момент трансляции премьеры 7 % телевизоров США были переключены на канал FOX.